# Canottaggio ai Giochi della VII Olimpiade - Otto maschile
La competizione del singolo maschile dei Giochi della VII Olimpiade si è svolta nel Canale Willebroek, Vilvoorde presso Anversa dal 27 al 29 agosto 1920.

## Risultati

### Batterie
Si disputarono il giorno 27 agosto. I vincitori avanzarono alle semifinali
| Pos. | Nazione        | Atleta | Tempo  |
| ---- | -------------- | --- | ------ |
| 1    | Norvegia       | Theodor Nag, Conrad Olsen, Adolf Nilsen, Haakon Ellingsen, Thore Michelsen, Arne Mortensen, Karl Nag, Tollef Tollefsen, Thoralf Hagen    | 6'32"2 |
| 2    | Cecoslovacchia | Emil Ordnung, Ferdinand Brožek, Vladimír Širc, Bohdan Kallmünzer, Josef Širc, Jiří Kallmünzer, Otakar Votík, Ivan Schweizer, Karel Čížek | 6'43"0 |

| Pos. | Nazione       | Atleta | Tempo  |
| ---- | ------------- | --- | ------ |
| 1    | Gran Bretagna | Ewart Horsfall, Guy Oliver Nickalls, Richard Lucas, Walter James, John Campbell, Sebastian Earl, Ralph Shove, Sidney Swann, Robin Johnstone | 6'19"0 |
| 2    | Svizzera      | Hans Walter, Max Rudolf, Willy Brüderlin, Paul Rudolf, P. Baur, Franz Türler, Charles Freuler, Rudolf Bosshard, Paul Staub                  | 6'21"4 |

| Pos. | Nazione     | Atleta | Tempo  |
| ---- | ----------- | --- | ------ |
| 1    | Stati Uniti | Virgil Jacomini, Ed Graves, Bill Jordan, Ed Moore, Zeke Sanborn, Don Johnston, Vince Gallagher, Clyde King, Sherm Clark                        | 6'24"0 |
| 2    | Belgio      | Daniël Clarembaux, Jozef Hermans, Gustave De Mulder, René Smet, Félix Taymans, Charles Lalemand, Julien Crickx, Maurice Requillé, Jules Crickx | 6'40"0 |

| Pos. | Nazione     | Atleta | Tempo  |
| ---- | ----------- | --- | ------ |
| 1    | Francia     | Albert Diebold, Charles Hahn, Frédéric Grossmann, Robert Fleig, Henri Barbenés, Frédéric Fleig, Charles Schlewer, Émile Ruhlmann, Émile Barberolle                    | 6'37"0 |
| 2    | Paesi Bassi | Philip Jongeneel, Johannes van der Vegte, Bernard te Hennepe, Willem Hudig, Frederik Koopman, Huibert Boumeester, Johannes Haasnoot, Robbert Blaisse, Liong Siang Sie | 6'38"2 |

### Semifinali
Si disputarono il giorno 28 agosto.  I vincitori avanzarono alla finale. Medaglia di bronzo al miglior tempo degli sconfitti.
| Pos.   | Nazione       | Atleta | Tempo  |
| ------ | ------------- | --- | ------ |
| 1      | Gran Bretagna | Ewart Horsfall, Guy Oliver Nickalls, Richard Lucas, Walter James, John Campbell, Sebastian Earl, Ralph Shove, Sidney Swann, Robin Johnstone | 6'26"4 |
| Bronzo | Norvegia      | Theodor Nag, Conrad Olsen, Adolf Nilsen, Haakon Ellingsen, Thore Michelsen, Arne Mortensen, Karl Nag, Tollef Tollefsen, Thoralf Hagen       | 6'36"0 |

| Pos. | Nazione     | Atleta | Tempo  |
| ---- | ----------- | --- | ------ |
| 1    | Stati Uniti | Virgil Jacomini, Ed Graves, Bill Jordan, Ed Moore, Zeke Sanborn, Don Johnston, Vince Gallagher, Clyde King, Sherm Clark                            | 6'24"0 |
| 2    | Francia     | Albert Diebold, Charles Hahn, Frédéric Grossmann, Robert Fleig, Henri Barbenés, Frédéric Fleig, Charles Schlewer, Émile Ruhlmann, Émile Barberolle | 6'42"6 |

### Finale
Si disputò il giorno 29 agosto.
| Pos.    | Nazione       | Atleta | Tempo  |
| ------- | ------------- | --- | ------ |
| Oro     | Stati Uniti   | Virgil Jacomini, Ed Graves, Bill Jordan, Ed Moore, Zeke Sanborn, Don Johnston, Vince Gallagher, Clyde King, Sherm Clark                     | 6'05"0 |
| Argento | Gran Bretagna | Ewart Horsfall, Guy Oliver Nickalls, Richard Lucas, Walter James, John Campbell, Sebastian Earl, Ralph Shove, Sidney Swann, Robin Johnstone | 6'05"8 |